# Bundesverband Deutscher Innovations-, Technologie- und Gründerzentren
Der Bundesverband Deutscher Innovations-, Technologie- und Gründerzentren (kurz BVIZ) wurde 1988 auf Initiative von 23 Managern der ersten deutschen Gründerzentren als „Arbeitsgemeinschaft Deutscher Technologie- und Gründerzentren“ (ADT) gegründet. Die Umbenennung auf den aktuellen Namen erfolgte 2015. Als Dachverband vertritt der BVIZ heute nicht nur die Interessen seiner direkten Mitglieder, sondern aller rund 350 Zentren in Deutschland und der dort ansässigen über 13.000 Unternehmen und Start-up’s. Zur Umsetzung einheitlicher Qualitätsstandards für die Zentren hat der BVIZ ein eigenes Auditierungsverfahren entwickelt. Bereits über 30 Zentren wurden nach entsprechender Prüfung mit dem Qualitätsprädikat „Anerkanntes Innovationszentrum“ ausgezeichnet. Sitz der Geschäftsstelle ist Berlin.

## Aufgaben und Ziele
Der BVIZ hat es sich zum Ziel gesetzt, Technologietransfer und Innovation sowie Unternehmensgründungen und -entwicklungen zu unterstützen. Zudem sollen Bedeutung und Leistungsfähigkeit der Technologie- und Gründerzentren und ihre Kompetenz zur Unterstützung innovativer Unternehmensgründungen weiterentwickelt und in der Öffentlichkeit angemessen dargestellt werden. Sein besonderes Augenmerk lenkt der Verband auf die aktive Unterstützung
- des Ausbaus der wirtschaftlichen Basis von Innovationszentren und innovativen Unternehmen durch Erweiterung des Netzwerkes zwischen den Zentren, Industrieunternehmen, Kreditwirtschaft, Beratungsfirmen wie auch der Politik,
- der weiteren Entwicklung der Leistungspotentiale der Innovationszentren zur Unterstützung der Entwicklung der Unternehmen in den Zentren,
- der Förderung des Informations- und Erfahrungsaustausches zwischen Trägern, Betreibern, Eigentümern und Förderern von Innovationszentren,
- der Pflege und Erweiterung des nationalen und internationalen Netzwerkes der Innovationszentren.

Der BVIZ vertritt die Interessen der Innovationszentren und damit auch der jungen Unternehmen in den Zentren in der Öffentlichkeit, gegenüber der Politik, Wirtschaft, Wissenschaft und den Medien. Als Verband setzt er sich damit für die Schaffung günstiger Rahmenbedingungen für Unternehmensgründungen in Deutschland ein. Der BVIZ pflegt deshalb eine Partnerschaft mit dem Wettbewerb Großer Preis des Mittelstandes und der Präsident Bertram Dressel ist auch Mitglied des Präsidiums der Oskar-Patzelt-Stiftung.

## Vorstand
- Präsident: Christina Quensel (Berlin)
- Vizepräsidenten: Thomas Diefenthal  (Regensburg), Mirja Lin (Greifswald)
- Weitere Vorstandsmitglieder: Jens Weber (Chemnitz), Ulf-Marten Schmieder (Halle), Matthias Neugebauer (Hürth), Denny Droßmann (Hamburg)
- Geschäftsführerin: Peggy Zimmermann

## Mitglieder
Ordentliches Mitglied des BVIZ kann die Betreibergesellschaft eines Gründerzentrums werden, dessen Hauptaktivitäten auf dem Gebiet der Bundesrepublik Deutschland liegen. Als fördernde Mitglieder können Personen, Institutionen und Unternehmen aufgenommen werden, die ein Innovationszentrum planen und aufbauen sowie Einrichtungen und Unternehmen insbesondere aus den Bereichen Gründungs- und Unternehmensberatung, Finanzierung und Versicherung, Venture Capital, Technologieentwicklung, -vermittlung und -anwendung, Regional- und Gewerbeentwicklung sowie öffentliche Forschungs- und Förderungseinrichtungen, ausländische Innovationszentren und Verbände.

## Internationale Kontakte
Durch seine langjährige Erfahrung bei Planung, Aufbau und Betrieb von Innovationszentren ist der BVIZ ein auch international gefragter Partner für den Erfahrungsaustausch. Daneben gewinnt die Nutzung des weltumspannenden Netzwerkes für die Etablierung von Firmenkooperationen zunehmend an Bedeutung. Der BVIZ und auch die deutschen Zentren sind in vielfältige internationale Kooperationen und Projekte eingebunden. Ausländische Partnerverbände sind etwa der Verband der Technologiezentren Österreichs, das European Business & Innovation Centre Network, die International Association of Science Parks, die World Alliance for Innovation, die National Business Incubation Association (USA) sowie die United Kingdom Business Incubation Ltd (Großbritannien).